# Патрик, Рут
Рут Миртл Патрик (англ. Ruth Myrtle Patrick; 26 ноября 1907, Канзас — 23 сентября 2013) — американский ботаник и эколог. Занимала кафедру в Academy of Natural Sciences of Philadelphia, член Национальной академии наук США и Американского философского общества. Удостоена Национальной научной медали (1996).

## Биография
Дочь банковского работника, в студенческие годы изучавшего ботанику в Корнеллском университете и сохранившего увлечение этой наукой. С детства вместе с отцом в выходные дни занималась сбором ботанических образцов. Окончила Кокерский колледж  (бакалавр, 1929), а в 1934 году получила степень доктора философии в Виргинском университете. В годы Великой депрессии на протяжении восьми лет бесплатно, как волонтёр, работала в Академии естественных наук в Филадельфии, в дальнейшем её многолетний сотрудник уже на официальной основе.
Исследования Патрик связаны преимущественно с озёрной флорой, особенно с диатомовыми водорослями, в том числе в палеоботаническом аспекте. Так, Патрик показала, что Большое Солёное озеро было солёным не всегда, а протяжённая цепь болот между Виргинией и Северной Каролиной возникла в результате затопления лесистых районов морской водой.
Более трёх десятилетий состояла в совете попечителей Вистаровского института, его эмерит-попечитель.
Член Национальной академии наук США (1970), Американского философского общества (1974) и Американской академии искусств и наук (1976).

## Личная жизнь
Рут Патрик была дважды замужем. От первого брака у неё есть сын.

## Награды и отличия
- Award of Merit, Ботаническое общество Америки (1971)
- Eminent Ecologist Award[англ.] Экологического общества Америки (1972)
- Премия Тайлера (1975)
- Золотая медаль Бельгийского королевского зоологического общества (1978)
- Почётный доктор, Университет Южной Каролины (1989)
- Benjamin Franklin Medal (American Philosophical Society)[англ.] (1993)
- Национальная научная медаль (1996)
- Введена в South Carolina Hall of Science and Technology (1996)
- A.C. Redfield Lifetime Achievement Award[англ.] (1996)
- Heinz Award[англ.] Chairman's Medal (2002)
- Villanova University Mendel Medal (2002) — высшая почесть этого университета
- Введена в Национальный зал славы женщин (2009)